# Socialdemokratiska studentförbundet
Sveriges socialdemokratiska studentförbund, oftast bara Socialdemokratiska studentförbundet (S-studenter/SSF), är ett politiskt studentförbund och sidoorganisation tillhörande Sveriges socialdemokratiska arbetareparti. Förbundet har ungefär 2 000 medlemmar fördelade över 17 klubbar i Sverige. Klubbarna engagerar medlemmar vid universitet, högskolor och folkhögskolor. Medlemsbasen har dock kommit att omfatta en bredare grupp av unga vuxna akademiker än enbart studerande.
Förbundet bedriver verksamhet i form av diskussionsträffar, studieverksamhet, politisk agitation och opinionsbildning och deltar aktivt men med, enligt egen utsago, ”en kritisk och radikal anda” i socialdemokratins debatt och verksamhet.
Förbundet driver även en egen tidskrift vid namn Libertas.

## Ideologi
Socialdemokratiska studentförbundet delar sin ideologi med resten av socialdemokratin och arbetarrörelsen; den demokratiska socialismen. S-studenter definierar sig därutöver även som feministisk och reformistisk. 
| ”                                                                  | Den demokratiska socialismens mål är ett solidariskt samhälle med fria och jämlika människor. Det socialdemokratiska studentförbundet ser människan som en social varelse som enbart kan uppnå självförverkligande i gemenskap med andra. Vi strävar efter ett samhälle där varje människa är fri att råda över sitt liv och har förutsättningarna att uppfylla sina drömmar oavsett materiella förhållanden. Det handlar om både frihet från yttre tvång, förtryck, hunger, okunnighet och fruktan för framtiden samt frihet till delaktighet och medbestämmande. För att uppnå det krävs ett jämlikt samhälle utan över- och underordning som ger alla människor samma möjligheter oavsett förutsättningar. | „ |
| – Allmänpolitiska programmet, antaget vid förbundskongressen 2023. | |   |

S-studenter ämnar att utifrån sin ideologiska övertygelse mana till en "kritisk och radikal" debatt, och att vara en idé- och tankesmedja åt arbetarrörelsen. Detta återspeglas i kongressbesluten och politiken som studentförbundet drivit - från EU-federalism och EMU-medlemskap till underskottsmål och samkönade adoptioner. 

## Historik
Socialdemokratiska studentförbundet, i sin nuvarande form, bildades 1990. Förbundet har dock sina historiska föregångare.
Den 7 november 1931 bildades Sveriges socialdemokratiska studentförbund. Bakom bildandet stod de två dåvarande klubbarna i Uppsala och Stockholm, Laboremus (latin för ”Låtom oss arbeta”) respektive Socialdemokratiska studentklubben i Stockholm, SSK, (idag den största av studentklubbarna). Initiativet till bildandet av ett samlat studentförbund kom från början från ungdomsförbundet (SSU) och partiet (SAP). Carl Söderberg blev förbundets förste ordförande. 1934 bildades Lunds socialdemokratiska studentklubb (LSSK) och i december 1935 Göteborgs socialdemokratiska högskoleförening (GSHF).
Förbundet har under årens lopp haft många namnkunniga medlemmar. Tage Erlander, Olof Palme, Anna-Greta Leijon, Hjalmar Mehr, Erik Åsbrink, Birgitta Dahl, Jan Bergqvist, Lennart Bodström, Anders Lindberg och Anne-Marie Lindgren har alla varit medlemmar. En annan medlem som blev folkkär var Cornelis Vreeswijk som 1963 startade en ny klubb på dåvarande Socialinstitutet i Stockholm tillsammans med polaren Torgny Björk.
Sveriges socialdemokratiska studentförbund hade en storhetstid under 1950- och 1960-talen. Ofta stod man nära den delvis socialdemokratiska vänsterorganisationen Clarté. Under det sena 1960-talets vänstervåg (den s.k. 68-vänstern) föll emellertid förbundet samman, i och med att många klubbar radikaliserades, lämnade förbundet och omdefinierade sig som kommunistiska. På den extrainkallade förbundskongressen den 13 september 1970 beslutade man att lägga ner verksamheten och de återstående studentklubbarna anslöts i stället till SSU.
Trots att studentklubbarnas verksamhet fortsatte inom ramen för ungdomsförbundet förekom inte någon organiserad central studentverksamhet inom SSU förrän 1978. Då bildades en referensgrupp för högskolefrågor, med representation för studentklubbar och högskoleföreningar. Ett högskolepolitiskt handlingsprogram växte fram, tidningen Högskole-Esset blev SSU:s tidning på högskolorna, och SSU började arbeta organisatoriskt för att stärka högskoleverksamheten. Några vita fläckar täcktes in med nya klubbar.
1984 skrevs det högskolepolitiska utskottet in i SSU:s stadgar. Det benämndes högskoleutskottet och började få en roll som central samordnare av högskoleverksamheten. Det valdes formellt av förbundsstyrelsen, men reellt av SSU:s högskolekonferens.
Under högskoleutskottets tid blir debatten om ett återupplivande av studentförbundet aktuell. Det blir inledningsvis en tuff strid, men ett viktigt steg tas 1987 då förbundsstyrelsen beslutade att ge högskoleverksamheten en ökad självständighet under namnet Sveriges socialdemokratiska högskoleföreningar (SSHF). Högskoleutskottet blev SSHF:s styrelse, högskolekonferensen blev SSHF:s årskonferens som också öppnades för allmänpolitisk verksamhet. Fortfarande var dock SSHF ingen egen juridisk person; styrelsevalet måste bekräftas av förbundsstyrelsen.
Under 1989 utvecklade sig diskussionerna om bildandet av ett studentförbund mycket snabbt. Sedan flera föreningar ändrat åsikt kom frågan också att aktualiseras formellt genom motioner. Vid SSHF:s årskonferens i november 1989 i Uppsala beslutades att man skulle verka för bildandet av ett nytt socialdemokratiskt studentförbund. En omfattande diskussion följde, som bland annat kretsade kring hur den socialdemokratiska studentverksamheten i övriga Europa var organiserad. Att Finland och Norge hade fungerande studentförbund med tusentalet medlemmar var ett argument. Det konstateras också att alla riksdagspartier i Sverige, med SAP och miljöpartiet som enda undantag, hade studentförbund. Diskussionen kring SSHF:s befogenheter och dubbla natur var trots allt kanske den mest betydelsefulla.
I ett protokoll från 1990 med namnet ”Studentförbund?” konstateras det att ”studentverksamhetens särskilda problem är att den existerar i snittet mellan arbetarerörelsen och universiteten, två samhällsområden mellan vilka det råder antagonism”. Lite längre fram levereras följande slutsats: ”Barhäng på studenthaken är inte vägen ut mot samhället, och alternativet därtill är vanligen inte arbete i s-föreningar och SSU-klubbar utan socialdemokratiskt studentarbete.” Vägen låg nu öppen för ett återbildande.
De socialdemokratiska studentklubbarna samlades 1990 i Lund till konstituerande kongress för det nya studentförbundet. På kongressen valdes Ola S. Svensson till förbundets förste ordförande. Huvudfrågorna för det nya förbundet var utbildningspolitiken och EG-frågan. Studentförbundet tog då som första arbetarrörelseorganisation tydlig ställning för ett svenskt medlemskap i Europeiska Gemenskapen. Trots bildandet av ett eget förbund behölls kopplingen till ungdomsförbundet, och studentklubbarna är fortfarande SSU-klubbar och medlemmarna kollektivanslutna till SSU.
Inför folkomröstningen om EU-medlemskap 1994 kampanjade Socialdemokratiska studentförbundet under parollen ”Radikalt ja”. 1995 tog förbundet ställning för EMU. År 2002 fick förbundet en representant i socialdemokraternas verkställande utskott. Inför folkomröstningen om euron 2003 återuppstod kampanjen ”Radikalt ja”. Ett nätverk mellan kårpolitiskt aktiva socialdemokrater initierades under hösten 2003.

## Organisation

### Klubbarna
Studentklubbarna är det första organisationsledet och sköter den lokala verksamheten och kontakten med studenterna på universiteten och högskolorna. Flera av förbundets klubbar är äldre än både nuvarande studentförbundet och det gamla studentförbundet och har existerat i över 100 år. 
Verksamheten i klubbarna varierar och är bred, allt från seminarier och manifestationer, till sittningar och medlemsutbildningar. Merparten av studentklubbarna är även delföreningar i sina respektive socialdemokratiska kommunorganisationer, så kallade arbetarekommuner, och flera ställer även upp som partier i kårval.
En studentklubbs verksamhet leds och samordnas av klubbstyrelsen, vilken väljs på årsmötet. Klubbarnas ordförande är ofta adjungerade i arbetarekommunens eller partidistriktets styrelse. På årsmötet kan även program och motioner behandlas vilka respektive klubb driver inom såväl partiorganisationen som studentförbundet. 
Tillföljd av att klubbarna organiserar studenter är det inte ovanligt att, särskilt de mindre, klubbarna hamnar tidvis i perioden där klubben blir sovande, exempelvis som konsekvens av att flera drivande medlemmar eller styrelsen tar examen. Om högskolan du går på saknar en klubb eller har en sovande klubb, är det bara att kontakta förbundssekreteraren så hjälper förbundet dig att starta upp en. 
| Namn                                                 | Ort                                    | Bildad | Ordförande            |
| ---------------------------------------------------- | -------------------------------------- | ------ | --------------------- |
| Demos                                                | Växjö                                  | 1990   | Oskar Carlbom         |
| GSHF (Göteborgs socialdemokratiska högskoleförening) | Göteborg                               | 1936   | Oscar Linde           |
| KSSK (Karlstads socialdemokratiska studentklubb)     | Karlstad                               | 2002   | Adnan Halilovic       |
| Laboremus                                            | Uppsala                                | 1902   | Julia Karlsson        |
| LSSK (Lunds socialdemokratiska studentklubb)         | Lund                                   | 1934   | Saga Löfberg          |
| Pantarei                                             | Östersund                              | 2023   | Mathias Christiansson |
| SEK (Socialdemokratiska ekonomklubben)               | Handelshögskolan, Stockholm            | 1986   | Gustaf Zachrisson     |
| SSK (Socialdemokratiska studentklubben i Stockholm)  | Stockholms universitet, Stockholm      | 1925   | Felix Pettersson      |
| STEK (Socialdemokratiska teknologer)                 | Kungliga Tekniska högskolan, Stockholm | 2013   | Per Sohrabi           |
| S-studenter Mitt                                     | Sundsvall                              | 1995   | Albin Löf             |
| Sodalitas                                            | Norrköping                             | 2022   | Victoria Salas        |
| MSSK (Malmö socialdemokratiska studentklubb)         | Malmö                                  | 1998   | Manda Svärd           |
| BAS (Blekinge akademiker- och studentklubb)          | Karlskrona                             | 2024   | Hugo Juth             |
| S-Studenter Spartacus                                | Linköping                              | 1967   | Ebba Folcke           |
| ÖSSK (Örebros Socialdemokratiska Studentklubb)       | Örebro                                 | 2001   | Eleonora Ljungdahl    |
| Unikum                                               | Luleå                                  |        | Anna Ollinen          |
| USHF (Umeå Socialdemokratiska högskoleförening)      | Umeå                                   | 1980   | Mathilda Forsberg     |

#### Linnéuniversitetet i Växjö
Demos är studentklubben vid Linnéuniversitetet i Växjö. Föreningen är ansluten till Linnékåren. Demos anordnar bl.a. politiska kampanjer, politiska föredrag, debatt- och diskussionskvällar samt rent sociala aktiviteter.
Bland tidigare föreningsmedlemmar i Demos återfinns Tomas Eneroth, Åsa Westlund, Bengt-Urban "Bubbe" Fransson, Jesper Bengtsson och Daniel Färm.
Föreningen och dess medlemmar har en lång historia av engagemang i lärosätets studentkår. Bland annat var Peter Bengtsson, senare nitisk revisor för Växjö Arbetarekommun, under 1970-talet vice ordförande för studentkåren på S-mandat. Under Peters tid i kåren var Demos stora stridsfråga strävan efter att avskaffa kårobligatoriet. När Demos under 2000-talet motionerade om ett bevarande av kårobligatoriet på partidistriktets årskongress skällde han ut Demosdelegationen från talarstolen. Inlägget innehöll flertalet svordomar.
Ordförande
- Bengt-Urban "Bubbe" Fransson (1990–1992)
- Susanne Lindberg Elmgren (1992–1993)
- Olof Björkmarker (2002–2003)
- Jonna Johansson (2004–2005)
- Niklas Bergman (2005–2006)
- Henrik Gelderman (2006–2007)
- Niklas Holm Hansen Gustafsson (2007–2008)
- Sara Fransson (2008–2009)
- Johan Nyman (2009–2010)
- Jonathan Persson (2010–2011)
- Emelie Öberg (2011–2012)
- Julia Bergh (2012–2014)
- Alma Engström (2014–maj 2015)
- Alicia Dickner (maj 2015–2016)
- Johan Eckerström (2016–2017)
- Lina Söderlind (2017–2018)
- Anton Jakobsson (2018)
- Marcus Karlén (2019–2021)
- Alexander Soto Runevall (2021–2024)
- Dafina Asllani (2024–2025)
- Oskar Carlbom (2025-)

#### Linnéuniversitetet i Kalmar
Axis Mundi (latin "världsaxeln") är den socialdemokratiska studentklubben vid Linnéuniversiteten i Kalmar. I sin klubbhymn sjunges att Axis Mundi ska annektera och ersätta Demos, Linnéuniversitetets klubb i Växjö. Klubben är idag sovande. 

#### Uppsala universitet
Laboremus (latin "må vi arbeta") är den socialdemokratiska studentklubben i Uppsala. I valen till Uppsala studentkårs fullmäktige ställer Laboremus kårparti upp under beteckningen "S-studenter".
Laboremus grundades 1902 och inom föreningen kom flera av socialdemokratins tidiga ledare att skolas, som Arthur Engberg, Erik Hedén och Rickard Sandler. Klubben grundade tillsammans med den socialdemokratiska studentklubben i Stockholm år 1931 det Socialdemokratiska studentförbundet. Andra som varit medlemmar i Laboremus är Kjell-Olof Feldt, Bror Rexed, Enn Kokk, Birgitta Dahl och Thomas Östros. 
Laboremus samarbetade en tid med De Yngre Gubbarna i Lund, bland annat vid utgivandet av en småskriftserie 1908-1916.
Ordförande
- 2004-2006 Viviann Macdisi
- 2006-2008 Marika Lindgren Åsbrink
- 2010-2011 Milischia Rezai
- 2011-2013 Robin Saha
- 2012-2013 Elin Carlsson
- 2016-2017 Ardalan Ghareh Chaie
- 2017-2020 Jakob Stone
- 2020-2021 Sixten Svanberg
- 2021-2022 Klara van Blaricum
- 2022-2023 Anton Sanchez-Sulejmani
- 2023-2024 Acacia Holland
- 2024-2025 Axel Melbin
- 2025- Julia Karlsson

#### Lunds universitet
Lunds socialdemokratiska studentklubb har anor från det sena 1800-talet då den radikala föreningen Den Yngre Gubben grundades. I början av 1900-talet kom föreningen att knyta sig närmare arbetarrörelsen och 1934 gick den slutligen upp i Socialdemokraterna och tog då namnet Lunds socialdemokratiska studentklubb (LSSK). Bland de mer namnkunniga medlemmarna märks Ernst Wigforss, Östen Undén, Ingvar Carlsson och Tage Erlander.
Ordförande
- 2005–2006 Helena Lindh
- 2006–2007 Helen Westman
- 2007–2008 Andreas Fors
- 2008–2009 Hans Isaksson
- 2009–2010 Henrik Månsson
- 2010–2013 Peter Fransson
- 2013–2014 Adriaan van Tour
- 2014–2015 Klara Strandberg
- 2015–2017 Gustav Ekström
- 2017–2018 Pontus Pyk
- 2018–2020 Martin Pudaric
- 2020–2021 Embla Lindau
- 2021–2022 Julius Wallin
- 2022–2024 Alexander Losjö Dahlström
- 2024– Saga Löfberg

#### Malmö universitet
Malmö socialdemokratiska studentklubb (MSSK), eller S-studenter Malmö, är delföreningen i Malmö. Föreningen grundades på 90-talet av Joakim Sandell. 
- 2010-2011 Sanna Axelsson
- 2011-2012 Hanna Asp
- 2012-2013 Jonas Nilsson
- 2015-2017 Hampus Andersson
- 2017-2020 Filip Sjöstrand
- 2020-2022 Selma Haskovic
- 2021-2022 William Panic
- 2022-2023 Embla Lindau
- 2023-2025 Jonathan Lindemann
- 2025- Manda Svärd

#### Göteborgs universitet
Göteborgs socialdemokratiska högskoleförening (GSHF) samlar verksamma vid Göteborgs universitet och Chalmers tekniska högskola, samt unga akademiker i Göteborg. Föreningen är utöver Socialdemokratiska studentförbundet även ansluten till Göteborgs partidistrikt och SSU. Fram till 1977 var föreningens namn Göteborgs socialdemokratiska studentförening (GSSF).
Föreningen förenar studentliv med folkrörelsearbete, och anordnar såväl sittningar och medlemsfester, som seminarium, debatter och valkampanjer.
GSHF konstituerades 10 december 1935, men försök gjordes redan 1904 och 1925. Sedan 1940-talet och framåt har man producerat framstående politiker, tjänstemän, opinionsbildare och forskare, såsom Lennart Bodström, Bengt K. Å. Johansson, Anders Lindberg, Åsa Westlund, Bo Särlvik och Peter Jagers. Även LO-chefsekonomerna Dan Andersson och Torbjörn Hållö, och kommunalråden Blerta Hoti och Ewelina Tokarczyk är fostrade av föreningen. Internt och inom studentförbundet har föreningen med viss skämtsamhet benämnts ”staten i staten” — till följd av att föreningens medlemmar oftare innehaft mer tysta maktbärande positioner, såsom forskare, tjänstemän och ombudsmän.
Fast föreningen ursprungligen endast samlade studenter på Göteborgs Högskola, har föreningen under decennierna då ingen klubb funnits vid de övriga skolorna eller fakulteterna samlat samtliga studenter i Göteborg. 
Ordförande

- 1937-1938 E. Larsson
- 1938–1939 Gunnar Larsson
- 1946-1949 Stig Alemyr
- 1949–1951 Bo Johansson
- 1951–1953 Rune Jungen
- 1953–1955 Torsten Hansson
- 1955–1957 Ingemar Lindblad
- 1957–1958 Rolf Karlbom
- 1958-1959 Kurt Hugosson
- 1959–1961 Åke Wedin
- 1961–1962 Walter Slunge
- 1962–1963 Bengt K. Å. Johansson
- 1963–1964 Per Åke Magnusson
- 1964–1965 Ronny Svensson
- 1965-1966 Ulla Hultén
- 1966–1967 Ingvar Svensson
- 1967–1968 Lars Thalén
- 1968–???? Per-Åke Larsson
- ????-1982 Anders Pettersson
- 1982–1983 Hans Björkman
- 1983–1984 Per Uddstrand
- 1984–???? Paul Söderlind
- ????–1995 Anna Skoglund Winckler
- 1995–1997 Anders Lindberg
- 1997–1999 Alexander Bringsoniou (fd. Sofroniou)
- 1999–2001 Åsa Westlund
- 2001–2003 Henrik Gustafsson
- 2003–2006 Torbjörn Hållö
- 2006–2008 Maja Brännvall
- 2008–2010 Magnus Nilsson
- 2010-2011 Marcus Johansson
- 2011-2013 Karin Kristensson
- 2013–2014 Alexander Nordgren Selar
- 2014–2016 Håkan Bernhardsson
- 2016–2017 Edwin Fondén
- 2017–2018 Marina Sandgren
- 2018–2020 Sofia Hvitfeldt
- 2020–2021 Emelie Markianos
- 2021–2022 Simon Schönbeck
- 2022–2023 Hamza Jamous
- 2023– Oscar Linde Svedestad

#### Handelshögskolan i Göteborg
Socialdemokratiska Handelsstudenter (SHS) samlade studenter vid Handelshögskolan vid Göteborgs Universitet. Klubben bildades i oktober 2011. Klubben startades för att ge studenter en möjlighet att samlas kring socialdemokratiska värderingar på en institution som normativt upplevs som mer åt höger. SHS var ett komplement till den andra klubben i Göteborg, GSHF, och ägnade sig till stor del åt utåtriktad verksamhet som har som syfte att ge fler perspektiv på de ämnen som lärs ut vid Handelshögskolan än de som erbjuds inom utbildningarna. Föreningen är idag upplöst och samtliga studenter i Göteborg organiseras under GSHF (se ovan).  
Ordförande
- 2011–2012 Talla Alkurdi
- 2012–2013 Maria Brehmer
- 2013–2014 Kerstin Mikaelsson
- 2014–2015 Roshan Yigit
- 2015–2016 Henrik Forsberg
- 2017–2018 Emelie Markianos
- 2018–2020 Ali Karimi

#### Chalmers tekniska högskola
Socialdemokratiska studentklubben vid Chalmers, oftast endast SSU Chalmers, existerade under 70- och 80-talen. Klubben hade under sina år en väldigt nära samverkan med GSHF och Socialhögskolans studentklubb. SSU Chalmers ställde bland annat upp i Chalmers kårval som Chalmerssocialisterna. Flera nuvarande professorer vid högskolans, såsom Peter Jagers, var aktiva i klubben, likväl kommunalrådet Leif Blomqvist. 
Föreningens verksamhet gick ned, och den slogs ihop med GSHF, i takt med att de opolitiska kårpartierna drev igenom förslag som förbjud politisk verksamhet. 

#### Högskolan i Skövde
Skövde S-Studenter grundades den 26 mars 2021 av en samling studenter. Samuel Lundell valdes till klubbens första ordförande och avgick i januari 2022. Han efterträddes av Otto Byström. Klubben är idag sovande. 

#### Stockholms universitet
Socialdemokratiska studentklubben i Stockholm (SSK) bildades 1925 av studenter på Socialinstitutet vid Stockholms högskola. Bland grundarna fanns Nils Erik Lundberg och Karl Malmsten, samt Hjalmar Mehr. Olof Palme, sedermera partiordförande och svensk statsminister, är en av de mest namnkunniga medlemmarna i SSK.
Ordförande
- 2003–2004 Ina Sparman
- 2004–2005 Robin Stenskog
- 2005–2006 Paula Rasmusson
- 2006–2007 Fredrik Lindahl
- 2007–2008 Alex Tahir
- 2008–2009 Jonas Svensson
- 2009–2010 Catharina Ullström
- 2010–2011 Emmy Widqvist
- 2011–2012 Eleonore Eriksson
- 2012–2013 Jens Petersen
- 2013 Elisabeth Lindberg
- 2013–2014 Gustav Mannerström Jansson
- 2014–2015 Åsa Odin Ekman
- 2015–2016 Adam Valli Löfgren
- 2016–2017 Ulrika Ström
- 2017–2018 William Sundelin
- 2018–2019 Ella Tegsten
- 2019–2020 Fredrik Strelert
- 2020 Martina Cederlid
- 2020–2022 Johan Ekegren
- 2022–2023 Emma Lindblad
- 2023–2024 Joel Andreasson
- 2024– 2025 Louise Malm
- 2025- Felix Pettersson

#### Handelshögskolan i Stockholm
Socialdemokratiska ekonomklubben (SEK) är en politisk klubb för socialdemokratiska studenter och doktorander vid Handelshögskolan i Stockholm som återstartades med nuvarande namn 1986. Klubben var med och återbildade Socialdemokratiska Studentförbundet i sin nuvarande form 1990.
Ordförande
- 1986–1988 John Hassler
- 1991–1992 Magdalena Andersson
- 1997–1998 Love Börjeson
- 1998–1999 Karl Walentin
- 1999–2000 Erik Mohlin
- 2000–2001 Per Sonnerby
- 2001–2002 Ingvar Strid
- 2002–2003 Jeanette Reinbrand
- 2005–2006 Robert Östling
- 2006–2007 Mathias Tegnér
- 2007–2008 Linus Samuelsson
- 2008–2009 Peter Gerlach
- 2009–2010 Erik Öberg
- 2010–2012 Elin Molin
- 2012–2013 Simon Vinge
- 2013–2014 Emilia Cederberg
- 2014–2015 David Hakula
- 2015–2016 Emil Bustos (Tf Marcus Strinäs)
- 2016–2017 Elis Örjes (Tf Emma Fastesson Lindgren)
- 2017–2018 Sofie Mehlin
- 2018–2019 Elvira Andersson
- 2019–2020 Nils Lager
- 2020–2021 Veronica Nelson
- 2021–2022 Shannon Tsai
- 2022–2024 Elsa Rosengren
- 2024–2025 Simon Sätherberg
- 2025– Gustaf Zachrisson

#### Södertörns högskola
Sapere Aude är en klubb för socialdemokratiska studenter och doktorander vid Södertörns Högskola. Den bildades 1997 av bland annat Erika Ullberg och har idag knappt 100 medlemmar. Själva namnet "Sapere aude" är latin och betyder "våga veta", en paroll som brukar utvidgas till att betyda "våga göra bruk av ditt eget förstånd utan någon annans ledning". 
Ordförande
- 1997–1998 Erika Ullberg
- 1998–1999 Caroline Nyberg
- 2000–2001 Sandra Hultgren
- 2001–2002 Mats Braun
- 2002–2003 Björn Larm
- 2003–2005 Victor Kilén
- 2005–2006 Emma Ölmebäck
- 2006–2007 Matilda A.
- 2007–2008 Sevgi Bardakci
- 2008–2010 Stefan Runfeldt
- 2010–2011 Sefkan Halbouri
- 2011–2012 Joakim Spångberg
- 2013–2014 Michaela Lööf
- 2014–2016 Alfred Esbjörnson
- 2016–2018 Fanny Hahne
- 2018–2019 Marzieh Amiri
- 2019–2021 Nathalie Åkesson
- 2021–2023 Madeleine Rodin

#### Kungliga tekniska högskolan
Socialdemokratiska teknologer är en förening för vänsterinriktade studenter vid KTH. Föreningen arbetar mot främlingsfientlighet och rasism, och för demokrati, jämlikhet och hållbar utveckling. Föreningen startades upp i början av år 2013 och har idag drygt trettio medlemmar.

#### Umeå universitet
Umeå Socialdemokratiska Högskoleförening, USHF, organiserar socialdemokratiska studenter vid Umeå Universitet. Föreningen grundades 1980 och bedriver studier, social verksamhet och kommunpolitik.
Ordförande
- 2018–2019 Lina Vänglund
- 2019–2020 Mathilda Elfgren Schwartz
- 2020–2021 Erik Wikström
- 2021–2021 Ragnar Jonsson
- 2021–2022 Mathilda Elfgren Schwartz (tillförordnad)
- 2022–2023 Olivia Lundgren
- 2023–2025 Jonathan Nilsson
- 2025- Matilda Forsberg

#### Linköpings universitet (Linköping)
S-studenter Spartacus samlar socialdemokratiska studenter vid Linköpings universitet. Föreningen grundades 1967 då den bildades vid den dåvarande universitetsfilialen i Linköping som kom att bli Linköpings Universitet. Föreningen bytte namn till S-Studenter vid Linköpings Universitet 2016 med bytte 2024 tillbaks till Spartacus.
Klubben har engagerat sig i StuFF:s kårval 2018–2019, och 2024–2025, då även tillsammans med S-Studenter Sodalitas (Norrköping) på en gemensam kårlista under namnet "S-Studenter". Vid kårvalet 2024 fick den gemensamma kårlistan 16 mandat av den 85 mandat stora listkretsen i StuFF:s kårval. I kårvalet 2025 så fick den gemensamma kårlistan 10 mandat av 85. 
Klubben har tidigare engagerat sig i kårvalen vid Linköpings Universitet, först 1969 då man lyckades vinna 4 av 49 mandat. Man ställde även upp i kårvalet 1970 och vann då 11 av 49 mandat. Klubben ställde upp under namnet "Socialdemokratiska Kårpartiet" under kårvalen 1969–1970.
Ordförande
- 2004–2006 Lars Johansson
- 2006–2007 Johan Danielsson
- 2007–???? Johnny Lundell
- 2010–2012 Payam Moula
- 2012–???? Sara Bertilsson
- 2015–2017 Redoy Ullah
- 2017–2019 Albert Lindell
- 2019–2020 Henrik Svensson
- 2020–2022 Astrid Hultenius
- 2022–2023 Oscar Vines
- 2023– Ebba Folcker

#### Linköpings universitet (Norrköping)
S-studenter Sodalitas är den socialdemokratiska studentklubben på Linköpings universitets campus i Norrköping. Klubben grundades 2023. 
- 2024- Victoria Salas

### Förbundet
Det sista ledet är studentförbundet, som täcker hela Sverige. Förbundsstyrelsen väljs varje år på kongressen och består av minst 9 och max 13 ledamöter, spridda över olika geografiska, kulturella, könsliga och politiska olikheter. Därutöver är även Libertas redaktör adjungerad ledamot. 
På förbundskansliet jobbar mellan 1-2 personer, utöver förbundsledningen som är heltidsarvoderade. 
S-studenters förbundsordförande är adjungerad till Socialdemokraternas partistyrelse och verkställande utskott.

#### Förbundskongressen
Studentförbundets kongress sammanträder varje år och består av 65 ombud från studentklubbarna. Kongressen äger rum i 3 dagar och behandlar politiska sakfrågor samt förbundets politiska program. Allmänpolitiska programmet och Utbildningspolitiska programmet revideras vart fjärde år, medan Reformprogrammet revideras årligen med undantag för riksdagsvalår.
Utöver förbundsstyrelse, väljer kongressen även redaktionen för Libertas samt utser en eller flera som erhåller Ola S. Svenssons minnespris. 

#### Förbundsstyrelsen
På förbundskongressen i Lund 29 november - 1 december 2024 valdes en ny förbundsstyrelse bestående av 11 personer. Förbundsledningen (ordförande och sekreterare) bestående av Elfva Barrio och Alma Hedmark omvaldes, och likaså viceordförande Samuel Molin. 
Förbundsstyrelsen består av följande personer:
- Elfva Barrio, förbundsordförande
- Alma Hedmark, förbundssekreterare
- Samuel Molin, viceförbundsordförande
- Alexander Losjö Dahlström
- Moa Andersen
- Jonathan Nilsson
- Emma Lindblad
- Erik Karlsson
- Wilma Eklund
- Hugo Granström
- Elin Lundqvist.

## Verksamhet
Socialdemokratiska studentförbundet är den akademiska grenen av arbetarrörelsen och samlar i huvudsak studenter, men även studerande i annan vuxenutbildning. S-studenter bedriver en bred verksamhet i form av allt från politiska manifestationer, seminarier och sittningar, till rapportskrivande, spetskurser och internationellt demokratiarbete. 
Verksamheten är delad mellan klubbarna, som sköter mer lokal och universitetsnära verksamhet, och förbundet, som sköter mer nationell och internationell verksamhet. Klubbverksamheten är medlemsstyrd, och vilken verksamhet som klubbarna ska bedriva bestäms av medlemmarna på respektive klubbs årsmöte. Detta leder till stor variation mellan klubbarna. Vissa klubbar fokuserar mer på kårengagemang eller politiska manifestationer, andra mer på bildningsarbete och studiecirklar, och vissa mer på sittningar, pubdebatter eller annat socialt. I mer eller mindre alla fall är klubbverksamheten en bladning av allt detta. På förbundsnivå finns även nätverk, såsom Internationella nätverket och Ekonomipolitiska nätverket, som anordnar seminarier, panelsamtal och resor. Vissa klubbar har även sina lokala nätverk. 
Folkbildningen och de politiska studierna är en av S-studenters grundpelare, varför såväl förbundet som klubbarna håller grund- och spetskurser för sina medlemmar. Tillsammans med Socialdemokraterna och Landsorganisationen (LO) bedriver S-studenter den idé- och reformpolitiska spetsutbildningen Wigforssakademin, där studentförbundare, partister och fackliga kommer i kontakt med varandra och lär sig ihop. Därutöver genomför S-studenter och S-kvinnor även årligen en kvinnlig ledarskapsutbildning. 
Förbundet har även en egen tidskrift Libertas. 

## Ordförande
- 1931–????: Carl Söderberg
- 1948–1949: Hemming Sten
- 1961–????: Torsten Nilsson
- 1969–1970: Bengt Liljenroth
- 1990–1992: Ola S. Svensson
- 1992–1993: Jesper Bengtsson
- 1993–1994: Monica Lövström
- 1994–1995: David Samuelsson
- 1995–1997: Åsa Kullgren
- 1997–1999: Björn Andersson
- 1999–2000: Christer Pettersson
- 2000–2001: Malin Cederfeldt
- 2001–2003: Åsa Westlund
- 2003–2005: Eric Sundström
- 2005–2007: Magdalena Streijffert
- 2007–2010: Kajsa Borgnäs
- 2010–2013: Magnus Nilsson
- 2013–2015: Talla Alkurdi
- 2015–2017: Elin Ylvasdotter
- 2017–2019: Nasra Ali(en)
- 2019–2021: Malin Malm
- 2021–2023: Emma Fastesson Lindgren
- 2023–ff: Elfva Barrio

## Förbundssekreterare
- 1970 Martin Lindblomd
- 1992–1993: Monica Lövström
- 1993–1995: Stefan Sjöqvist
- 1995–1997: Susanne Lindberg
- 1997–1999: Therese Svanström
- 1999–2001: Caroline Nyberg
- 2001–2003: Kikki Göransson
- 2003–2005: Magdalena Streijffert
- 2005–2006: Axel Björneke
- 2007–2010: Daniel Gullstrand
- 2010–2012: Axel Lindersson
- 2012–2013: Eleonore Eriksson
- 2013–2015: Sverker Falk-Lissel
- 2015–2018: Johanna Mårtensson
- 2018–2020: Anton Jordås
- 2020–2023: Henrik Svensson
- 2023–ff: Alma Hedmark

## Vice förbundsordförande
- 2013–2014: Daniel Johansson
- 2014–2015: Elin Carlsson
- 2015–2017: Daniel Smirat
- 2017–2018: Isabella Hagnell
- 2018–2020: Frida Gunnarsson
- 2020–2021: Emma Fastesson Lindgren
- 2021–2022: Adonay E. Kidane
- 2022–2023: Elfva Barrio
- 2023–ff: Samuel Molin